# 貝伯勒 (北卡羅萊納州)
貝伯勒（英語：Bayboro）是一個位於美國北卡羅萊納州帕姆利科縣的城鎮。同時該地也是帕姆利科縣的縣治。

## 人口
根據2020年美國人口普查的數據，貝伯勒的面積為4.83平方千米，當中陸地面積為4.81平方千米，而水域面積為0.01平方千米。當地共有人口1161人，而人口密度為每平方千米240人。